# Jevíčko
Jevíčko (en allemand : Gewitsch) est une ville du district de Svitavy, dans la région de Pardubice, en Tchéquie. Sa population s'élevait à 2 797 habitants en 2024.

## Géographie
Jevíčko se trouve à 23 km au sud-est de Svitavy, à 81 km à l'est-sud-est de Pardubice et à 171 km à l'est-sud-est de Prague.
La commune est limitée par Křenov et Městečko Trnávka au nord, par Chornice, Víska u Jevíčka, Biskupice et Jaroměřice à l'est, par Velké Opatovice au sud, et par Bělá u Jevíčka et Březina à l'ouest.

## Histoire
La première mention écrite du village date de 1145.

## Administration
La commune se compose de deux sections :
- Jevíčko
- Zadní Arnoštov

## Transports
Par la route, Jevíčko se trouve à 18 km de Moravská Třebová, à 32 km de Svitavy, à 123 km de Pardubice et à 245 km de Prague. 